# 주덕읍
주덕읍(周德邑)은 충청북도 충주시의 서부에 위치한 읍이다. 동쪽으로는 대소원면, 서쪽으로는 신니면과 음성군 소이면, 남쪽으로는 괴산군 불정면, 북쪽으로는 노은면과 중앙탑면을 접하고 있다. 충주기업도시가 위치한 지역이며, 2020년까지 도시 조성이 모두 마무리 될 예정이다.

## 연혁
- 1760년, 지방행정제도 개편에 의하여 덕면과 주류면
- 1895년, 충북 제117호 충청북도지사 인가에 의하여 1895년 12월 10일 면사무소를 현 신양리 227에 설치
- 1914년, 행정구역 통폐합에 따라 주류면(周柳面)과 덕면(德面)을 충주군 주덕면 11개리로 통합

| 구 행정구역 | 신 행정구역 | 신 행정구역                                    |
| ----------- | ----------- | ---------------------------------------------- |
| 덕면 일원   | 주덕면 일원 | 당우리, 덕련리, 장록리, 제내리, 사락리, 화곡리 |
| 주류면 일원 | 주덕면 일원 | 신중리, 창전리, 대곡리, 신양리, 삼청리         |
- 1956년, 충주읍의 시승격으로 중원군 주덕면으로 개편
- 1995년, 충주시, 중원군의 통합으로 충주시 주덕면으로 개편, 주덕면을 주덕읍으로 승격

## 행정 구역
- 신양리(新陽里)
- 창전리(倉田里)
- 대곡리(大谷里)
- 삼청리(三淸里)
- 신중리(新中里)
- 화곡리(花谷里)
- 사락리(社樂里)
- 제내리(堤內里)
- 장록리(長彔里)
- 덕련리(德蓮里)
- 당우리(堂隅里)

## 교통
- 주덕역(기차)
- 주덕시외버스정류장(시외버스)

## 주요 기관

### 교육 기관
- 주덕초등학교
- 덕신초등학교
- 주덕중학교
- 주덕고등학교
- 중원도서관

### 의료 기관
- 충주시보건소 주덕지소

### 공공 기관
- 충주경찰서 주덕지구대
- 충주소방서 주덕119안전센터 (고속도로구급대 포함)

## 주거
| 단지명                                   | 건설사     | 시행사               | 주소                       | 입주        | 비고 |
| ---------------------------------------- | ---------- | -------------------- | -------------------------- | ----------- | ---- |
| 서충주신도시 삼일파라뷰 그랜드센트럴     | 삼일건설㈜ | ㈜파라뷰엠센트럴     | 주덕읍 화개1길 16 (화곡리) | 2024년 8월  |      |
| 서충주신도시 삼일파라뷰 그랜드센트럴 2차 | 삼일건설㈜ | ㈜삼일파라뷰앤루체아 | 주덕읍 화개4길 29 (화곡리) | 2024년 11월 |      |